# Хорошово (станція МЦК)
Хорошово — пасажирська платформа Московської залізниці, що є зупинним пунктом міського електропоїзда — Московського центрального кільця.. Відкрита 10 вересня 2016 року. Названа по Хорошовському шосе. Платформа стане частиною однойменного транспортно-пересадного вузла, до складу якого увійдуть також станції метро «Полежаєвська» Тагансько-Краснопресненської лінії і «Хорошовська» Третього пересадного контуру.
Станція розташована на перетині МКЗ і Хорошовського шосе, на межі районів Хорошово-Мньовники і Хорошовського.
Виходи зі станції — до Хорошовського шосе та до проспекту Маршала Жукова. За 600 м на схід від платформи розташована станція метро «Полежаєвська».
Згідно з проєктом, пасажиропотік станції Хорошово становить близько 4,1 тисяч чоловік в годину пік. На станції заставлено тактильне покриття. 